# 柬埔寨政治
柬埔寨的政治是在君主立宪制的框架内定义的，国王是国家元首，首相是政府首脑。共产主义的崩溃导致越南武装部队撤出，越南武装部队自红色高棉垮台以来就在该国占有一席之地。
目前有效的1993年宪法是根据1991年《巴黎和平协定》颁布的，随后在联合国柬埔寨过渡当局的主持下组织了选举。宪法宣布柬埔寨是一个“独立、主权、和平、永久中立和不结盟的国家。”宪法还宣布实行自由、多党民主，其中权力下放给行政、司法和立法机构。然而，自1985年以来，首相洪森一直掌权，没有有效的反对派。在自由主义反对党柬埔寨救国党被取缔后，洪森的柬埔寨人民党在2018年赢得了国民议会的全部125个席位。即使2022年和2023年全国大选，也没有欧盟或联合国等国际观察员。柬埔寨政府被认为是专制的。
行政权由王国政府代表君主并征得君主同意行使。政府由首相领导的部长会议组成。副首相、高级部长和其他部长等理事会成员协助总理履行职责。立法权属于两院制立法机构，由有权对法律草案进行投票的国民议会和拥有审查权的参议院组成。在两院通过立法后，法律草案将提交给君主签署和颁布。司法机关的任务是保护公民的权利和自由，并作为争端的公正仲裁者。最高法院是该国的最高法院，负责受理下级法院就法律问题提出的上诉。成立了一个名为宪法委员会的独立机构，以提供对宪法和法律的解释，并解决与立法机关成员选举有关的争议。
自1997年金边政变以来，柬埔寨人民党一直主导着政治格局。其他著名政党包括保皇党奉辛比克黨和2017年被最高法院解散的前柬埔寨救国党。比较政治学家将柬埔寨描述为“竞争性威权政权”。